# Licia Verde
Licia Verde (Venezia, 14 ottobre 1971) è una cosmologa e astrofisica italiana, professoressa ICREA di Fisica e Astronomia presso l'Università di Barcellona dopo aver insegnato nel 2003 all'Università della Pennsylvania e dal 2013 al 2016 all'Università di Oslo. Autrice molto citata e prolifica, i suoi interessi di ricerca includono la struttura su larga scala, la materia oscura, l'energia oscura e la radiazione cosmica di fondo.
Nel 2019 è stata nominata presidente del comitato consultivo scientifico di arXiv e nel 2020, dopo essere stata redattrice del Physics of the Dark Universe Journal, è vicedirettore scientifico del Journal of Cosmology and Astroparticle Physics.

## Biografia
Licia Verde è nata nell'ottobre 1971 a Venezia, in Italia, dove è cresciuta. Ha frequentato il Liceo classico Marco Polo
laureandosi poi nel 1996 presso l'Università di Padova e ottenendo nel 2000 un dottorato di ricerca presso l'Università di Edimburgo, lavorando con Sabino Matarrese e Alan F. Heavens. Ha svolto studi post-dottorato presso l'Università di Princeton dal 2000 al 2003. Quell'anno è entrata a far parte della facoltà del Dipartimento di fisica e astronomia dell'Università della Pennsylvania  e vi è rimasta sino alla fine del 2007. Dall 2008 Verde è professore ICREA di Cosmologia presso l'Università di Barcellona, in Spagna. Ha ricoperto inoltre diversi incarichi di visiting di facoltà: Visiting Scholar presso la IAS di Princeton, USA (2005); Visiting Senior Research Fellow presso il Dipartimento di Scienze Astrofisiche dell'Università di Princeton (2007-2009); Associato scientifico al CERN (2012-2013); Professore di Fisica e Astronomia presso l'Università di Oslo (2013-2016) e Radcliffe Fellow presso il Radcliffe Institute for Advanced Study, Università di Harvard (2015-2016).
È apparsa nel film Le leggi della termodinamica ed è stata presente nello spettacolo della PBS Closer to Truth nella stagione 2020.

## La ricerca
Verde ha analizzato una proprietà statistica potente ma impegnativa delle indagini sulle galassie relativa alle correlazioni di ordine superiore. Ha dimostrato che le galassie della galassia anglo-australiana di due gradi con spostamento verso il rosso tracciano la distribuzione della materia oscura. Questo risultato ha indicato che la distribuzione delle galassie può essere utilizzata per studiare quella della materia oscura.
Dopo essersi unita al team scientifico della Microwave Anisotropy Probe, una missione spaziale della NASA per mappare l'intero cielo alle onde radio, Verde ha partecipato all'analisi e all'interpretazione dei dati della radiazione cosmica di fondo dal satellite WMAP.
Grazie a due finanziamenti dell'ERC: Cosmological Physics with future large-scale Structure Surveys (Phys.LSS) e Beyond Precision Cosmology: Dealing with Systematic Errors (BePreSyE), Verde ha costituito un gruppo di ricerca in cosmologia fisica presso l'Università di Barcellona. Sotto la sua guida, il gruppo ha contribuito ai risultati della Baryon Acoustic Oscillations Survey, parte della Sloan Digital Sky Survey: misurazioni della storia dell'espansione dell'universo e della formazione di strutture cosmologiche, nonché vincoli sui parametri cosmologici che descrivono la struttura e la composizione dettagliata. del cosmo.
L'altra direzione recente della ricerca di Verde riguarda l'energia oscura. Ha sviluppato un metodo indipendente dal modello per studiare la storia dell'espansione dell'Universo e dedurre da lì le proprietà fisiche dell'energia oscura. 

## Premi e riconoscimenti
- 1995 - Premio di performance della Fondazione Aldo Gini di Padova.[16]
- 1996 - Dewar & Ritchie Award dell'Università di Edimburgo
- 1997 - Premio Fondazione Blanceflor-Boncompagni Ludovisi nata Bildt
- 1997 - Premio STET Guglielmo Reis Romoli del Gruppo STET
- Amelia Earhart Award della Fondazione Internazionale Zonta
- 2002 - Borsa di studio Chandra.[17]
- 2004 - Niels Bohr Lecture, “Cosmologia dal fondo cosmico a microonde e indagini sulle galassie”, Niels Bohr Institute.[18]
- 2007 - NASA Group Achievement Award per i risultati della missione WMAP.[19]
- 2009 - Premio iniziale ERC del Consiglio europeo della ricerca (CER).[14]
- 2012 - Svein Rosseland Lecture, “Big questions about the Universe”, Università di Oslo.
- 2012 - Rosenblum Lecture, “Connecting Cosmology to fundamental physics: examples”, Università Ebraica.[20]
- 2012 - Gruber Prize in Cosmology.[21]
- 2015 - Radcliffe Fellow.[9]
- 2015 - ISI highly cited researcher.[5]
- 2016 - ERC Consolidator Award del Consiglio europeo della ricerca.[15]
- 2018 - Medalla Narcis Monturiol.[22]
- 2018 -  Breakthrough Prize in Fundamental Physics as part of the WMAP team.[23]
- 2018 - Premi Nacional de Recerca Catalonia.[24]
- 2019 - Lodewijk Woltjer Lecture, European Astronomical Society.[25]
- 2021 - Rey Jaime I Awards per la scienza fondamentale.[26]